# Cysteodemus
Cysteodemus is een geslacht van kevers uit de familie oliekevers (Meloidae).
Het geslacht is voor het eerst wetenschappelijk beschreven in 1851 door LeConte.

## Soorten
Het geslacht omvat de volgende soorten:
- Cysteodemus armatus LeConte, 1851
- Cysteodemus wislizeni LeConte, 1851